# DABUS
DABUS(Device for the Autonomous Bootstrapping of Unified Sentience)는 스티븐 탈러(Stephen Thaler)가 만든 인공지능(AI) 시스템이다. 두 가지 새로운 제품, 즉 빠른 재가열(rapid reheating)이 가능한 프랙탈 기하학을 사용해 제작한 식품 용기와 비상 시 주의를 끌기 위한 깜박이는 신호등을 구상한 것으로 알려졌다. DABUS를 발명가로 지정하는 특허 출원서 제출로 인해 특허청과 법원은 AI 시스템에 의해 만들어진 것으로 보고된 발명품에 대해 특허를 부여할 수 있는지 여부에 대한 결정을 내렸다.
DABUS 자체는 포유류 뇌 내의 윤보-시상-피질 루프를 에뮬레이션하는 광범위한 인공 신경 시스템 내에서 수조 개의 계산 뉴런을 수용할 수 있는 특허받은 AI 패러다임이다. 이러한 시스템은 훈련 가능한 신경 모듈의 배열을 활용하며, 각각은 일부 개념 공간을 대표하는 상호 연관된 메모리를 포함한다. 간단한 학습 규칙을 통해 이러한 모듈은 서로 결합하여 복잡한 아이디어와 그 결과를 체인 토폴로지로 표현한다. 전기 광학 주의 창은 영향력 있는 기억을 담고 있는 신경 모듈인 소위 "핫 버튼"을 찾기 위해 신경 모듈의 전체 배열을 스캔한다. 결과 체인 내에서 이러한 핫 버튼을 감지하면 시냅스 교란이 시스템으로 방출되거나 철회되어 가장 두드러진 체인 기반 개념이 선택적으로 강화된다.